# Журавель Олена Владиславівна
Оле́на Владисла́вівна Жураве́ль (* 9 червня 1959) — українська науковиця в галузі екології, винахідниця.

## Життєпис
З 1996 року працює директором Інституту проблем ресурсозбереження та енергозбереження.
З того ж року бере активну участь у галузевих, міських, національних та регіональних екологічних програмах.
2001 року її робота по утилізації звалищного газу дістає високу оцінку проекту UNDP QEF під егідою ООН з глобальних проблем екології.
Є авторкою 5 авторських свідоцтв та 2 патентів, зокрема
- «Спосіб знешкодження відходів в обертових печах», співавтори Кітранов Сергій Олександрович, Осієвський Валерій Олександрович, Терпило Віктор Іванович,
- «Комбінована енергетична установка», серед співавторів — Носач Вільям Григорович.